# Mads Hansen (författare)
Mads Hansen, född den 23 juli 1834, död den 2 april 1880, var en dansk skald.
Hansen, som var av gammal fynsk bondesläkt, förblev bonde till sin död. Han vurmade för att öka bildningen bland landsbygdens befolkning och bildade en sång- och läseförening, främjade skarpskytterörelsen och grundade en folkhögskola. Vid sidan av skötte han även sin fädernegård. Hans Sange (1:a samlingen, 1867, 5:e upplagan 1869; 2:a samlingen, 1870, och 3:e samlingen, kallad "Markblomster", 1873) kännetecknas av god språkbehandling och varm fosterlandskänsla. Flera av hans sånger sjungs ännu och några är författade på fynsk dialekt. Hansen utgav handböcker i lantbruk, Husmandsbogen (1873) och Gaardmandsbogen (1877). År 1885 avtäcktes Hansens byst i hembyn Vesterskjerninge, 10 kilometer nordväst om Svendborg.